# 6801 Střekov
6801 Střekov là một tiểu hành tinh vành đai chính với chu kỳ quỹ đạo là 1198.1540839 ngày (3.28 năm).
Nó được phát hiện ngày 22 tháng 10 năm 1995.